# 卡爾·魯道夫·弗洛林
卡爾·魯道夫·弗洛林（瑞典語：Carl Rudolf Florin，1894年4月5日—1965年9月24日）是一名瑞典植物學家，專門研究裸子植物，包括現代和化石材料。
他於1944年起擔任貝吉亞納斯教授，1947年起成為瑞典皇家科學院院士。

## 榮譽
1958年，弗洛林被授予倫敦林奈學會達爾文-華勒斯獎章。